# 山口市スポーツの森

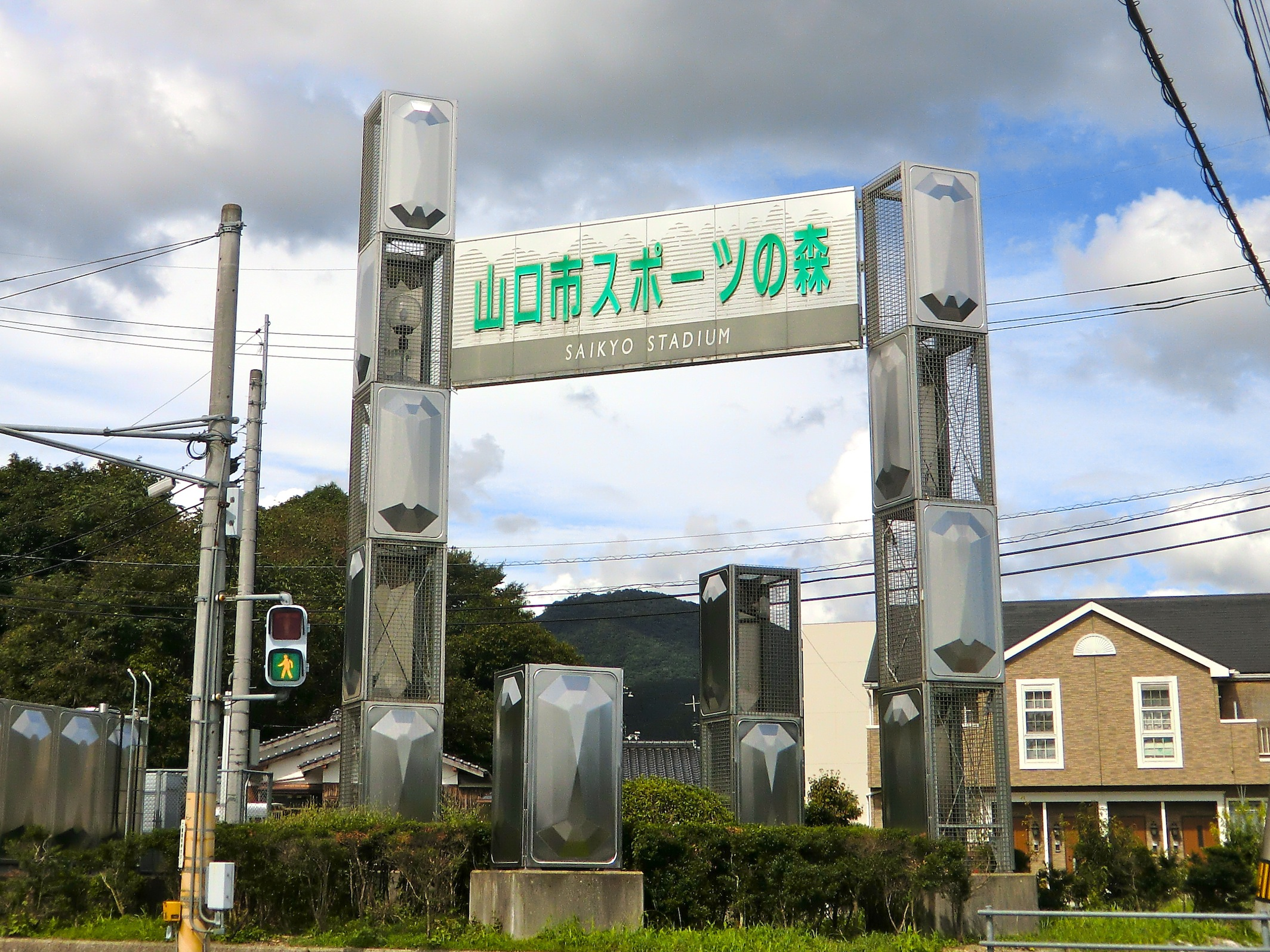
山口市スポーツの森の入口表示

山口市スポーツの森（やまぐちしスポーツのもり）は、山口県山口市にある、野球場を中心としたスポーツ施設。

## 概要
メインスタジアム「西京スタジアム」の他、第2球場・多目的広場・第2多目的広場などで構成されるスポーツ施設（公式サイトでは「山口市の球場・スポーツ推進機関」と表記されている）である。これら主要施設は1995年（平成7年）に運用を開始した。西京スタジアムでは、高校野球（全国高等学校野球選手権山口大会決勝大会）などアマチュア野球の公式戦や、日本プロ野球の試合などが開催されている（但し、県内の他球場と比べ、プロ野球の一軍公式戦の開催実績は少ない）。
設置者は山口市であるが、指定管理者制度の導入により2012年（平成24年）現在は、やまぐちリフレッシュパーク（総合体育館・テニスコート・プールなど）と併せて、山口市内に本社を置く造園・建設事業者の多々良造園の指定管理部門「タタラスポーツ邑」が管理運営を行っている。

## 施設の詳細
- 所在地 - 山口県山口市宮野上237

### 西京スタジアム
1995年（平成7年）5月に開場した野球場である。アマチュア野球の公式戦では、全国高等学校野球選手権山口県大会の準々決勝以降の試合を実施することが特筆される。
このほか、プロ野球では毎年3月、読売ジャイアンツや横浜DeNAベイスターズがオープン戦を主催開催している（2002年（平成14年）までは広島東洋カープ主催のオープン戦も行われていた）。2006年（平成18年）まで公式戦の開催実績がなかったが、2007年（平成19年）8月14日に初の公式戦となる横浜ベイスターズ対東京ヤクルトスワローズ戦が行われた。
2017年秋から施設改修工事が行われ、スコアボードが磁気反転式からフルカラーLED式大型映像装置に改修され、音響設備の改修、スピードガンの新設などが行われた。
山口市に本社を置くカーディーラーの山口マツダが命名権を取得し、2018年（平成30年）4月1日より「山口マツダ西京きずなスタジアム」の名称を用いている。契約期間は5年間で、契約料は年間300万円（税別）。

#### プロ野球の試合開催実績
日本プロ野球の開催実績（球団名は開催当時のもの）。
特記なき試合はオープン戦。全て「西京スタジアム」で開催。
- 1995年 - ウエスタン・リーグ トーナメント　
  - オリックスブルーウェーブ対中日ドラゴンズ
  - 広島東洋カープ対近鉄バファローズ
  - オリックスブルーウェーブ対阪神タイガース
  - 広島東洋カープ対オリックスブルーウェーブ　　　　　　
  - 福岡ダイエーホークス対広島東洋カープ
- 1996年 - 広島東洋カープ対福岡ダイエーホークス
- 1998年 - 広島東洋カープ対西武ライオンズ 観衆：7,000人
- 1999年 - 広島東洋カープ対阪神タイガース 観衆：10,000人
- 2000年 - 広島東洋カープ対大阪近鉄バファローズ（サントリーカップ初戦） 観衆：3,000人
- 2001年 - 広島東洋カープ対福岡ダイエーホークス 観衆：4,000人
- 2002年 - 広島東洋カープ対横浜ベイスターズ 観衆：4,000人
- 2004年 - 読売ジャイアンツ対西武ライオンズ（初のイースタン・リーグ公式戦）
- 2005年 - 読売ジャイアンツ対東北楽天ゴールデンイーグルス 観衆：9,800人
- 2006年 - 横浜ベイスターズ対読売ジャイアンツ 観衆：8,254人
- 2007年 - 横浜ベイスターズ対東京ヤクルトスワローズ（初の一軍公式戦で初のナイトゲーム） 観衆：8,716人
- 2008年 - 横浜ベイスターズ対千葉ロッテマリーンズ 観衆：7,855人
- 2009年 - 横浜ベイスターズ対埼玉西武ライオンズ 観衆：7,863人
- 2010年 - 読売ジャイアンツ対千葉ロッテマリーンズ 観衆:7,895人
- 2011年 - 横浜ベイスターズ対北海道日本ハムファイターズ 観衆:5,309人

### その他の施設
西京スタジアムの南東側に隣接する形で「第2野球場」があり、試合前の練習や県大会・市民大会レベルの公式戦に使用される。また、ソフトボールや各種運動会などに適合した「多目的広場（グラウンド）」もある。
- 第2球場 - グラウンドサイズは西京スタジアムと同等。収容6,400人（全て芝生席。内野4,200人、外野2,200人）、照明なし。
- 多目的広場 - 西京スタジアムの北西側にあるグラウンド。面積10,440平方m。
- 第2多目的広場 -  西京スタジアムの南西側にあるグラウンド。地域住民が気軽に使える広場として1999年に整備された[6]。

## 交通
公共交通機関
- JR山口線 宮野駅より徒歩約25分。
- JR山陽新幹線・山陽本線 新山口駅北口より防長交通バス スポーツの森行きまたは宮野温泉行きに乗車、スポーツの森前バス停下車すぐ。

自動車など
- JR新山口駅よりタクシーで30 - 40分。
- 中国自動車道 山口インターチェンジより約15分。